# Baseball-Bundesliga 1992
Die Baseball-Bundesliga 1992 war die neunte Saison der Baseball-Bundesliga. Zum ersten Mal errangen die Mannheim Amigos den Titel durch einen 2:1-Finalsieg im stadtinternen Duell gegen die Tornados, wodurch die Stärke Mannheims innerhalb der deutschen Baseball-Szene eindrucksvoll unter Beweis gestellt wurde.

## Reguläre Saison
Die beiden Staffeln Nord und Süd wurden im Vergleich zum Vorjahr wieder um jeweils eine Mannschaft auf sechs Teilnehmer gekürzt. Es wurden allerdings jeweils drei Spiele gegen die anderen Mannschaften in der jeweiligen Staffel gespielt, sodass jede Mannschaft in der regulären Saison 15 Spiele zu absolvieren hatte.

### 1. Bundesliga Nord
Durch die Kürzung der Bundesligen auf sechs Mannschaften mussten die Krefeld Bobbins und die Halle United Rangers die 1. Bundesliga Nord verlassen. Es stieg allerdings keine Mannschaft auf, sondern die Köln Cardinals wurden von der Bundesliga Süd in die Bundesliga Nord transferiert. Die Kölner fanden sich auch in der Bundesliga Nord schnell zurecht und gewannen diese unangefochten vor den Lokstedt Stealers.
Tabelle:
|    | Team                | G  | V  | Pct. | GB |
| -- | ------------------- | -- | -- | ---- | -- |
| 1. | Köln Cardinals      | 14 | 1  | .933 | 0  |
| 2. | Lokstedt Stealers   | 10 | 5  | .667 | 4  |
| 3. | Berlin Challengers  | 8  | 7  | .533 | 6  |
| 4. | Hamburg Marines     | 6  | 9  | .400 | 8  |
| 5. | Düsseldorf Senators | 6  | 9  | .400 | 8  |
| 6. | St. Pauli Knights   | 1  | 14 | .067 | 13 |

### 1. Bundesliga Süd
In der Bundesliga Süd waren die Mannheim Amigos seit ihrem Abstieg 1988 wieder vertreten. Der zweite Aufsteiger, die Mainz Athletics, spielten ihre erste Saison in der Baseball-Bundesliga. Die beiden Mannschaften nahmen die Plätze der Köln Dodgers und der Ladenburg Romans ein, die im Vorjahr aus der Bundesliga abgestiegen waren.
Nach der regulären Saison setzten sich die Tornados vor den Amigos durch, welche im weiteren Saisonverlauf auch noch im Finale der Play-offs aufeinander treffen sollten.
Tabelle:
|    | Team              | G  | V  | Pct.  | GB |
| -- | ----------------- | -- | -- | ----- | -- |
| 1. | Mannheim Tornados | 13 | 2  | 0.867 | 0  |
| 2. | Mannheim Amigos   | 11 | 4  | .733  | 2  |
| 3. | Mainz Athletics   | 8  | 7  | .533  | 5  |
| 4. | München Brewers   | 6  | 9  | .400  | 7  |
| 5. | Ansbach Red Sox   | 4  | 11 | .364  | 9  |
| 6. | Darmstadt Rockets | 3  | 12 | .200  | 10 |

## Play-offs
Durch die Halbfinalsiege der beiden Mannheimer Mannschaften kam es im Finale zu einem stadtinternen Duell zwischen den Tornados und den Amigos um die deutsche Baseballmeisterschaft 1992. Die Amigos errangen dabei als Außenseiter einen 2:1-Sieg und damit ihre erste Meisterschaft. Nach einer klaren Auftaktniederlage konnten sie das zweite Spiel der Best-of-Three-Serie nur äußerst knapp mit 6:5 nach insgesamt zwölf Innings gewinnen; in der dritten Partie setzten sich die Amigos aber dann souverän gegen den Seriensieger der Vorjahre durch.
| Halbfinale | Halbfinale        | Halbfinale | Halbfinale | Halbfinale |  |    | Finale            | Finale | Finale | Finale | Finale |
|            |                   |            |            |            |  |    |                   |        |        |        |        |
| S1         | Mannheim Tornados | 13         | 16         | 4          |  |    |                   |        |        |        |        |
| N2         | Lokstedt Stealers | 14         | 6          | 0          |  | S1 | Mannheim Tornados | 7      | 5      | 6      |        |
| S2         | Mannheim Amigos   | 15         | 25         |            |  | S2 | Mannheim Amigos   | 3      | 6      | 11     |        |
| N1         | Köln Cardinals    | 5          | 17         |            |  |    |                   |        |        |        |        |